# Ozola japonica
Ozola japonica är en fjärilsart som beskrevs av Louis Beethoven Prout 1910. Ozola japonica ingår i släktet Ozola och familjen mätare. Inga underarter finns listade i Catalogue of Life.